# خوف من الحميمية
الخوف من الحميمية أو الخوف من العلاقات الحميمة (بالإنجليزية: Fear of intimacy)‏ شكل من أشكال الرهاب الاجتماعي واضطراب القلق يؤدي إلى صعوبة في تشكيل علاقات حميمية وثيقة مع شخص آخر. ويُمكن أن يشير المصطلح أيضا إلى مقياس لاختبار نفسي، أو إلى نوع من البالغين في علم النفس نظرية التعلق.
الخوف من العلاقات الحميمة هو الخوف من التقارب العاطفي و/أو الجسدي مع فرد آخر. ويعرف هذا الخوف أيضا بأنه «تدني (انخفاض) قدرة الفرد علي تبادل الأفكار والمشاعر المهمة لديه مع شخص آخر ذو قيمة عالية بسبب القلق». ما قد يُعتبر الخوف من العلاقات الحميمة تعبير عن وجهة النظر الوجودية القائلة بأن القدرة على أن تُحِب وتُحَب تجعل الحياة تبدو ثمينة والموت أكثر حتمية. وغالبا ما يتكون الخوف من الحميمية بسبب صدمات سابقة مثل الإغتصاب أو الإعتداء الجنسي على الأطفال. كما يرتبط الخوف من العلاقات الحميمية أيضا بالخوف من التعرض للمس.

## الأعراض
يشعر الأشخاص الذين يعانون من هذا الخوف بالقلق أو الخوف من العلاقات الحميمية. وهم يعتقدون أنهم لا يستحقون الحب أو الدعم من الآخرين. وللخوف من العلاقات الحميمية ثلاثة سمات محددة: المحتوى الذي يمثل القدرة على تواصل المعلومات الشخصية، التكافؤ العاطفي الذي يشير إلى المشاعر تجاه المعلومات الشخصية المتبادلة، والتعرضية التي تبرز الاحترام (التعلق) تجاه الشخص الذي هو في علاقة حميمية معه.
ذهب كل من بارثولوميو وهورويتز إلى أبعد من ذلك، وحددا أربعة أنواع مختلفة للتعلق في الأفراد البالغين: «(1) فرد آمن لديه شعور بالجدارة أو الحب، كما يشعر بالراحة سواء في العلاقات الحميمية أو الاستقلال؛ (2)فرد مشغول البال يفتقر لهذا الشعور بالجدارة ويرى الآخرين بصورة جيدة ويسعى لكسب ثقتهم وحبهم؛ (3) فرد خائف يفتقر إلى الإحساس بالجدارة وقابلية الحب ويتجنب الآخرين تحسبا للرفض؛ (4) فرد منبوذ يشعر باستحقاقه للحب لكنه ينفصل (ينعزل) عن الآخرين الذين يراهم عموما غير جديرين بالثقة».

## مقياس الخوف من الحميمية
مقياس الخوف من الحميمية هو تقييم ذاتي مكون من 35 بندا، يحدد مستوى الخوف من العلاقات الحميمية لدى الفرد. ويُمكن لهذا الاختبار أن يحدد مستوى الخوف حتى لو لم يكن الفرد في علاقة قائمة. وقد وجد دوي وثيلين أن مقياس الخوف من الحميمية يرتبط بشكل إيجابيا بالثقة في الاعتماد على الآخرين والخوف من الهجران في حين يرتبط سلبا بالراحة والتقارب. وتمثل الدرجة العالية على هذا المقياس مستوى عال من للخوف من العلاقة الحميمية.

## بين النساء
وجدت دراسة أجرتها ريس وغرينير أن النساء المصابات بالاكتئاب لديهن مستويات عالية من الخوف من العلاقة الحميمية. ووجدت دراسة أخرى أن الخوف من العلاقة الحميمية بين النساء قد يكون مرتبطا بقوة بالعلاقة الحميمية الفعلية بدلا من العلاقة الحميمية المطلوبة. ووجدت هذه الدراسة أيضا أن مستوى خوف المرأة من العلاقة الحميمية هو مؤشر جيد لطول عمر العلاقة بين الزوجين.
وخلصت دراسة أخرى إلى أن النساء اللواتي يخشون العلاقة الحميمية بشكل عام يستقبلن حميمية أقل في علاقاتهن حتى لو لم يكن لدى شريكهن هذا الخوف. ووجدت هذه الدراسة أيضا أن الخوف من العلاقة الحميمية في النساء يلعب دورا رئيسيا في حميمية العلاقة وفي احتمال بقاء العلاقة على قيد الحياة.
أيضا، تم تحديد أن «الذكور (والإناث) الذين تم تعليمهم أن لا يثقوا في الغرباء واجهوا خوف مستمر من العلاقة الحميمية وزاد لديهم الشعور بالوحدة أكثر من أولئك الذين لم يتم تعليمهم عدم الثقة في الغرباء».

## بين النساء المعتدى عليهن
أجرى مارك ثيلين وميشيل د. شيرمان وتيفاني س. بورست دراسة في عام 1998 «لتحديد ما إذا كان الناجون من الاغتصاب يواجهون صعوبات في التعلق والخوف من العلاقة الحميمية». في الدراسة، واستخدموا مقياس الخوف من الحميمية وغيره من الأساليب لمقارنة الناجيات من الاغتصاب مع غيرهن اللائي لم يتم اغتصابهن (عينة التحكم). عندما تم استبعاد القلق من الصفات، وجد أنه لا يوجد «اختلافات كبيرة بالنسبة للخوف من العلاقة الحميمية، والثقة في الاعتماد على الآخرين، والراحة في التقارب».
وأظهرت نتائج هذه الدراسة أن «الثقة في الاعتمادية على الآخرين والراحة في التقارب كانت مرتبطة سلبا بمقياس الخوف من الحميمية في حين أن الخوف من الهجران لم يكن مرتبطا بمقياس الخوف من الحميمية... وقد ارتبطت أبعاد التعلق ومقياس الخوف من الحميمية بشكل كبير في الاتجاه المتوقع لسمة القلق».
وأظهرت نتائج هذه الدراسة أن «الناجيات من الاغتصاب اختلفن عن الأخريات في الإبلاغ عن خوف عالي من العلاقة الحميمية... [مما يشير إلى أن تجربة الاغتصاب ترتبط بعدم ارتياح المرأة في العلاقات الحميمية». ووجدت أيضا أن «هؤلاء الذين كشفن عن الاغتصاب لم يختلفن كثيرا عن أولئك الذين لم يكشفن في موضوع الخوف من العلاقة الحميمية أو مقاييس التعلق، على الرغم من أن الاختلافات كانت في الاتجاه المتوقع».
ووجدت دراسة أخرى أن "النساء اللواتي تعرضن للإيذاء أظهرن مستويات عالية من التضحية بالنفس، والصمت، وانقطاع العلاقات الحميمية بالمقارنة مع النساء غير المصابات". ووجدوا أيضا أن التحدي المتمثل في محاولة مساعدة هؤلاء النساء يتضخم ويزداد أثناء العمل مع هؤلاء النسوة بسبب خيانة الثقة التي تعرضن لها في العلاقات الشخصية التي مررن بها".

## الناجون من الاعتداء الجنسي على الأطفال
ضحايا الإساءة الجنسية للأطفال يتملكهم الخوف الشديد من السماح للآخرين برؤيتهم علي حقيقتهم". كما أن لديهم "خوف كبير من أن يعاد الإعتادء عليهم كنتيجة لثقتهم وانفتاحهم على شخص ما ذو سلطة". وبسبب معانتهم السابقة، فإن "العلاقة الحميمية تبدو مخيفة جدا لمعظم الناجين من الإساءة الجنسية للأطفال، فشعورهم بأنهم قريبون من شخص آخر يعني تذكرهم لما حدث سابق، وبالتالي إعادتهم استغلالهم".

## بين المتحرشين والمسيئين للأطفال
تُظهر الدراسات الحالية أن الناس الذين لديهم قدر غير كاف من العلاقة الحميمية أو الذين لديهم شعور بالوحدة يكونوا أكثر عرضة لإظهار السلوكيات المعتدية جنسيا. وقد خلصت دراسة حديثة إلى أن المعتدين على الأطفال أظهروا مستويات خوف من العلاقة الحميمية أعلى بكثير من مرتكبي الاغتصاب، وإلإساءة الغير جنسية، ومجموعة التحكم من المواطنين الملتزمين بالقانون.
كما وُجد أيضا أن «الرجال الذين يعانون من قلق التعلق يكون لديهم هدف مختلف أثناء الصراع مع الضحية ألا وهو البقاء على تواصل معها، مما قد يخفف من استخدام العنف الشديد دون العنف الخفيف والإيذاء النفسي». 

## اضطراب قلق الحميمية
اضطراب قلق الحميمية هو نوع محدد من اضطراب القلق، يتميز بالقلق الشديد أو الخوف أثناء التفاعلات الحميمة (الجنسية) أو الاجتماعية، مما يتسبب في ضيق كبير وضعف في القدرة الوظيفية في بعض أجزاء الحياة اليومية على الأقل.
أمثلة على التفاعل الجنسي هي التقبيل، واللمس الجنسي، والجماع. وتشمل الإدراكات الكامنة خلف هذا القلق الشديد مخاوف من عدم الكفاءة أو من ارتكاب الأخطاء، أو الحكم على كيفية القيام بالتفاعلات الجنسية، أو التسبب في الأذى، أو التعرض للأذى أثناء التفاعل الجنسي.